# Přádelna hedvábí v Tomioce
Přádelna hedvábí v Tomioce a související památky (japonsky: 富岡製糸場と絹産業遺産群, Tomioka seišidžó to kinusangjó isangun) jsou japonské kulturní památky zapsané od roku 2014 na Seznamu světového dědictví UNESCO. Továrna na výrobu surového hedvábí byla spolu se souvisejícími provozy postavena v roce 1872 v rámci snahy vlády o modernizaci Japonska na počátku období Meidži. Přádelna, která byla vybavena moderními stroji dovezenými z Francie, byla významným počinem nejen v procesu přechodu od ruční výroby hedvábí k jeho průmyslové produkci, ale i v celkové modernizaci japonského hospodářství. 
Přádelna stojí ve městě Tomioka v prefektuře Gunma na severozápad od Tokia. Toto místo bylo vybráno pro stavbu továrny z několika důvodů. Za prvé dokázala přilehlá oblast dodávat dostatečné množství kokonů bource morušového pro výrobu surového hedvábí. Za druhé se zde nacházel volný pozemek. Za třetí v blízké řece byl dostatek vody nezbytné pro výrobu. Dále tu byl i dostatek uhlí pro parní stroje a navíc místní obyvatelé souhlasili se stavbou. 
Památky zapsané na seznam UNESCO tvoří celkem 4 položky. Všechny leží v prefektuře Gunma v okolí města Tomioka.

## Seznam památek
| Identifikační číslo | Památka                                                               | Poloha                           | Souřadnice                        | Obrázek |
| ------------------- | --------------------------------------------------------------------- | -------------------------------- | --------------------------------- | ------- |
| 1449-001            | Přádelna hedvábí v Tomioce (富岡製糸場, Tomioka seišidžó)             | město Tomioka, prefektura Gunma  | 36°15′19″ s. š., 138°53′16″ v. d. |         |
| 1449-002            | Farma na hedvábí Tadžimy Jaheie (田島弥平旧宅, Tadžima Jahei kjútaku) | město Isesaki, prefektura Gunma  | 36°14′48″ s. š., 139°14′21″ v. d. |         |
| 1449-003            | Hedvábnická škola Takajamaša (高山社跡, Takajamaša ato)               | město Fudžioka, prefektura Gunma | 36°12′12″ s. š., 139°1′54″ v. d.  |         |
| 1449-004            | Skladiště Arafune (荒船風穴, Arafune fúkecu)                          | město Šimonita, prefektura Gunma | 36°14′48″ s. š., 138°38′7″ v. d.  |         |